# Ardent (Schiff, 1895)
Die Ardent, auch HMS Ardent, war ein Torpedobootzerstörer der gleichnamigen Klasse der britischen Marine, der zwischen 1895 und 1911 in Dienst stand.

## Geschichte
Die spätere Ardent wurde im Dezember 1893 bei der Werft John I. Thornycroft & Company in Chiswick (London) auf Kiel gelegt. Der Stapellauf erfolgte am 16. Oktober 1894 und die Indienststellung am 30. April 1895. Anschließend wurde die Ardent der Mittelmeerflotte als Begleitschiff für das Flaggschiff HMS Ramillies zugewiesen. Ihr Haupteinsatzzweck war die Ausbildung von möglichst vielen Heizern der Flotte in der Bedienung der Wasserrohrkessel. Im Jahre 1911 wurde die Ardent außer Dienst gestellt und abbegrochen.